# チェコ・テレビ

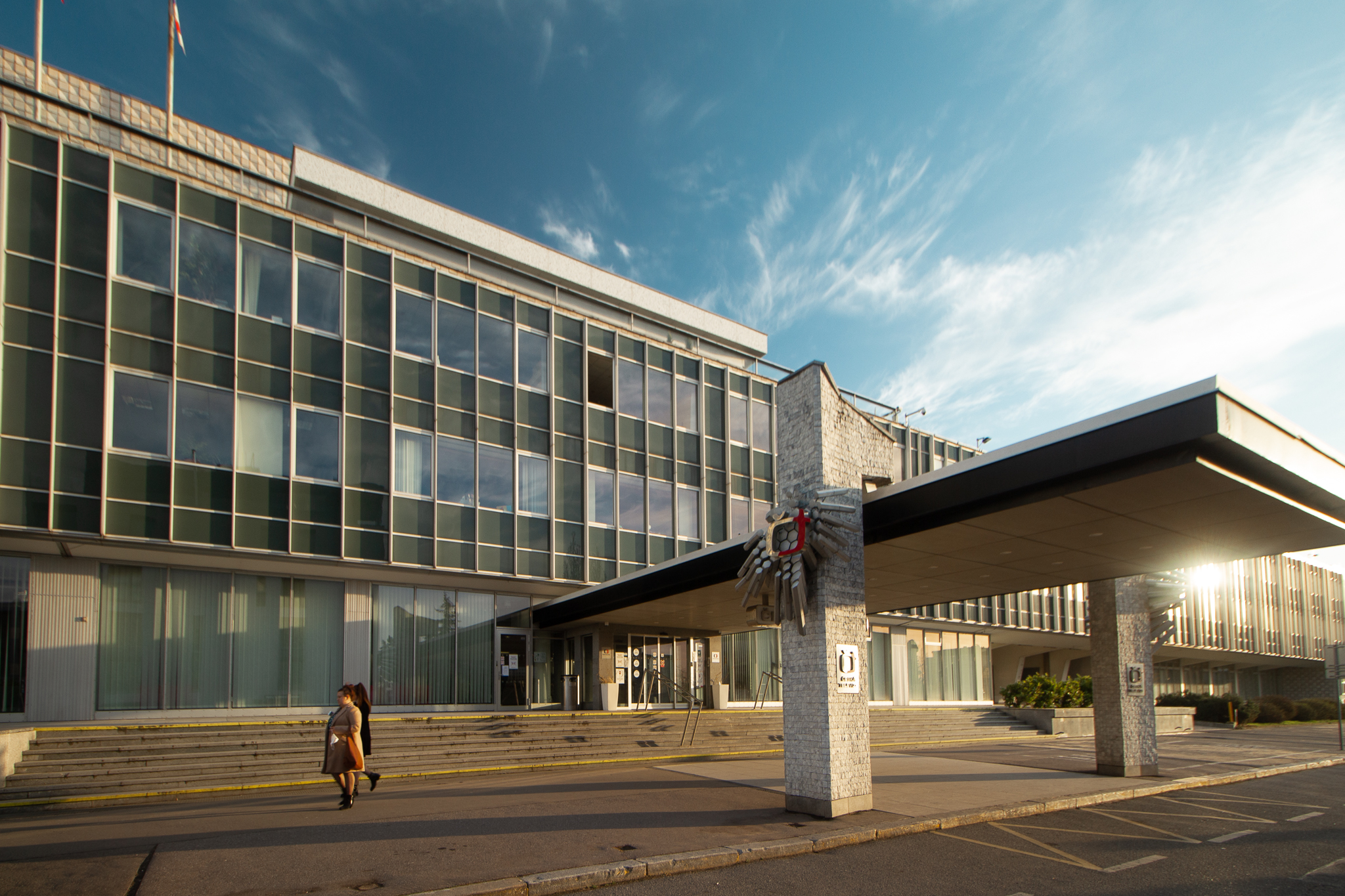
チェコ・テレビ本社（プラハ）

チェコ・テレビ（チェコ語: Česká televize, チェコ語発音: [ˈt͡ʃɛskaː ˈtɛlɛvɪzɛ]）はチェコの国営テレビ局。

## 概要
1953年にチェコスロバキアの国営テレビとしてチェコスロバキア・テレビ（Československá televize、ČST）が開局。当初は1チャンネルで放送されていたが、1970年に第2チャンネルが放送開始するなどその後チャンネル数を増やしていった。共産主義時代は厳しい検閲の下にあったが、1968年には社会解放の一環としてプラハの春に関する放送を数日間行った。1992年のチェコスロバキア解体の際にチェコスロバキア・テレビの後継としてチェコ・テレビとスロバキアテレビが設立された。

## チャンネル
- ČT1（ニュース、映画、子供向け総合チャンネル）
- ČT2（外国映画、スポーツ向け）
- ČT24（ニュース専門チャンネル）
- ČT4 Sport（スポーツ専門チャンネル）
- ČT Déčko（子供向けチャンネル）
- ČT art（芸術・文化チャンネル）